# Annie Groene
Annie Groene (* um 1935, verheiratete Annie Blondel) war eine französische Badmintonspielerin.

## Karriere
Blondel siegte 1957 erstmals bei den nationalen Titelkämpfen in Frankreich. Sechs weitere Titel folgten bis 1963. 1959 gewann sie alle drei möglichen Titel.

## Sportliche Erfolge
| Saison    | Veranstaltung              | Disziplin   | Platz | Name                            |
| --------- | -------------------------- | ----------- | ----- | ------------------------------- |
| 1956/1957 | Französische Meisterschaft | Damendoppel | 1     | Annie Groene / Josée Izabelle   |
| 1957/1958 | Französische Meisterschaft | Dameneinzel | 1     | Annie Groene                    |
| 1958/1959 | Französische Meisterschaft | Mixed       | 1     | Ghislain Vasseur / Annie Groene |
| 1958/1959 | Französische Meisterschaft | Dameneinzel | 1     | Annie Groene                    |
| 1958/1959 | Französische Meisterschaft | Damendoppel | 1     | Régina Augry / Annie Groene     |
| 1961/1962 | Französische Meisterschaft | Damendoppel | 1     | Annie Groene / France Groene    |
| 1962/1963 | Französische Meisterschaft | Damendoppel | 1     | Annie Groene / Annie Causse     |